# 第51回スーパーボウル
第51回スーパーボウル（Super Bowl LI）は2017年2月5日にテキサス州ヒューストンのNRGスタジアムで開催されたアメリカンフットボール（NFL）の試合。2016年シーズンのNFL優勝をかけて、AFC王者ニューイングランド・ペイトリオッツとNFC王者アトランタ・ファルコンズが対戦し、スーパーボウル史上初のオーバータイムでニューイングランド・ペイトリオッツが34-28で勝利した。MVPはトム・ブレイディが獲得した。また、様々なタイ記録を打ち立てた。

## 開催地決定まで
第51回スーパーボウルの開催地はフロリダ州マイアミガーデンズのサンライフ・スタジアムとテキサス州ヒューストンのNRGスタジアムの間で争われたが、フロリダ州議会がサンライフ・スタジアムの改装工事のための予算案を否決したため、NRGスタジアムが選ばれた。
同スタジアムでスーパーボウルが開催されるのは、トム・ブレイディ、ジェイク・デロームといった選手が出場し、ペイトリオッツが2度目のスーパーボウル制覇を果たした第38回大会以来、13年ぶり2度目であり、ヒューストンが開催地となるのは、3度目である。
| 回                                        | AFC代表                            | スコア             | NFC代表                | MVP                | MVP                |
| ライス・スタジアム                        | ライス・スタジアム                 | ライス・スタジアム | ライス・スタジアム     | ライス・スタジアム | ライス・スタジアム |
| ----------------------------------------- | ---------------------------------- | ------------------ | ---------------------- | ------------------ | ------------------ |
| 8                                         | マイアミ・ドルフィンズ             | 24-7               | ミネソタ・バイキングス | RB                 | ラリー・ゾンカ     |
| リライアント・スタジアム（NRGスタジアム） |                                    |                    |                        |                    |                    |
| 38                                        | ニューイングランド・ペイトリオッツ | 32-29              | カロライナ・パンサーズ | QB                 | トム・ブレイディ   |

   は、勝利したチーム

## 出場チーム
NFC代表アトランタ・ファルコンズはNFC第2シードから18年ぶり2度目の出場、AFC代表ニューイングランド・ペイトリオッツはAFC第1シードから2年ぶり9度目の出場である。勝利すれば、ファルコンズはスーパーボウル初制覇、ペイトリオッツは第49回スーパーボウル以来2年ぶり5度目のスーパーボウル制覇となる。スーパーボウルでの両チームの対戦は初めてである。

### アトランタ・ファルコンズ

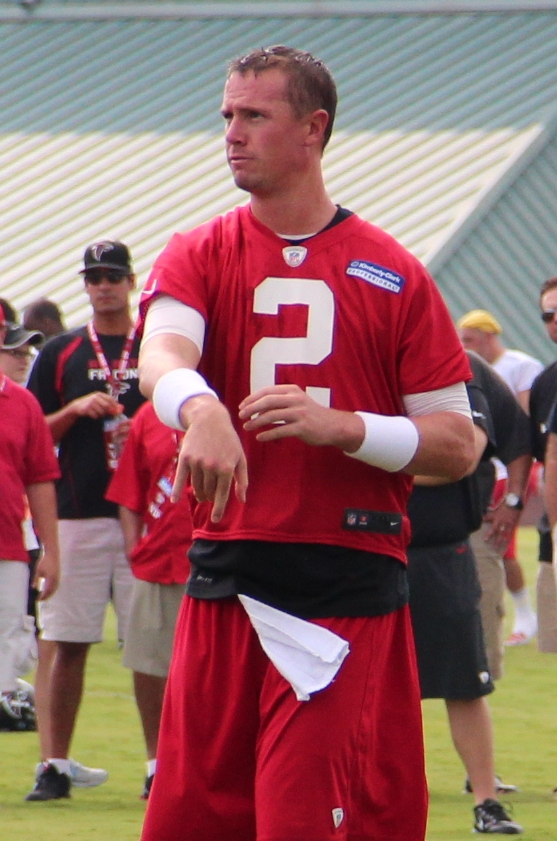
QBライアン

ダン・クインヘッドコーチのもとで2シーズン目となったファルコンズは、11勝5敗でレギュラーシーズンを終え、NFCの第2シードを獲得、4シーズンぶりにプレーオフに進出した。
オフェンスは前年から大きく改善し、NFLトップの540得点、9年目のQB・マット・ライアンは、NFL9位のパス成功数373ながらNFL
2位の4944ヤードを獲得、同じくNFL2位の38TDをあげて、QBレイティングではNFLトップの117.1を記録した。
ライアンのメインターゲットはWRフリオ・ジョーンズで83回のレシーブでNFL2位の1409ヤードを獲得、6TDをあげた。ジョーンズ以外にもライアンはパスを投げ分け、WRモハメド・サヌーが59回のレシーブで653ヤード、WRテイラー・ガブリエルが35回のレシーブで579ヤード、6TDをあげた。RBデボンテ・フリーマンがチームトップの1078ヤードを走り、11TDランをあげるとともに、54回のレシーブで462ヤード、2TDをあげた。RBテビン・コールマンもランで520ヤード、31回のレシーブで421ヤードを獲得し、ラン・パス合わせて11TDをあげた。
スペシャルチームでもエリック・ウィームズが24回のパントリターンで273ヤードを獲得、NFL6位となる平均11.4ヤードをリターンした。プレースキッカーのマット・ブライアントはNFL3位となる91.8%のFGを成功、NFLトップの158得点をあげた。オフェンスラインではセンターのアレックス・マックが4回目のプロボウルに選ばれた。
ディフェンスではDEエイドリアン・クレイボーンが5サック、1ファンブルリカバー、大ベテランで通算122.5サックをあげているドワイト・フリーニーらに率いられたディフェンスラインの後ろにいるNFLトップの15.5サックをあげて初のプロボウルに選ばれたLBビック・ビーズリーは6ファンブルロースもあげた。新人LBディオン・ジョーンズはチームトップの108タックルをあげるとともに3インターセプトを記録した。Sキアヌ・ニールは106タックル、5ファンブルフォース、リカルド・アレンは90タックル、2インターセプトをあげた。ディフェンスはNFL27位の406失点を喫した。
ファルコンズは第33回スーパーボウル以来18年ぶり2度目の出場となった。
| 年   | 成績               | NFC  | 地区 | 勝 | 敗 | 分 | 率   | Div | Con  | 平均得点 | 平均失点 |
| ---- | ------------------ | ---- | ---- | -- | -- | -- | ---- | --- | ---- | -------- | -------- |
| 2016 | NFC優勝/SB敗戦     | 2位  | 優勝 | 11 | 5  | 0  | .688 | 5-1 | 9-3  | 33.8     | 25.4     |
|      |                    |      |      |    |    |    |      |     |      |          |          |
| 2015 | レギュラー敗退     | 7位  | 2位  | 8  | 8  | 0  | .500 | 1-5 | 5-7  | 21.2     | 21.6     |
| 2014 | レギュラー敗退     | 12位 | 3位  | 6  | 10 | 0  | .375 | 5-1 | 6-6  | 23.8     | 26.1     |
| 2013 | レギュラー敗退     | 14位 | 3位  | 4  | 12 | 0  | .250 | 1-5 | 3-9  | 22.1     | 27.7     |
| 2012 | NFC決勝敗退        | 1位  | 優勝 | 13 | 3  | 0  | .813 | 3-3 | 9-3  | 26.2     | 18.7     |
| 2011 | ワイルドカード敗退 | 5位  | 2位  | 10 | 6  | 0  | .625 | 3-3 | 7-5  | 25.1     | 21.9     |
| 2010 | ディビジョナル敗退 | 1位  | 優勝 | 13 | 3  | 0  | .813 | 5-1 | 10-2 | 25.9     | 18.0     |
| 2009 | レギュラー敗退     | 7位  | 2位  | 9  | 7  | 0  | .563 | 3-3 | 6-6  | 22.7     | 20.3     |
| 2008 | ワイルドカード敗退 | 5位  | 2位  | 11 | 5  | 0  | .688 | 3-3 | 8-4  | 24.4     | 20.3     |
| 2007 | レギュラー敗退     | 15位 | 4位  | 4  | 12 | 0  | .250 | 1-5 | 3-9  | 16.2     | 25.9     |
| 2006 | レギュラー敗退     | 11位 | 3位  | 7  | 9  | 0  | .438 | 3-3 | 5-7  | 18.3     | 20.5     |

### ニューイングランド・ペイトリオッツ

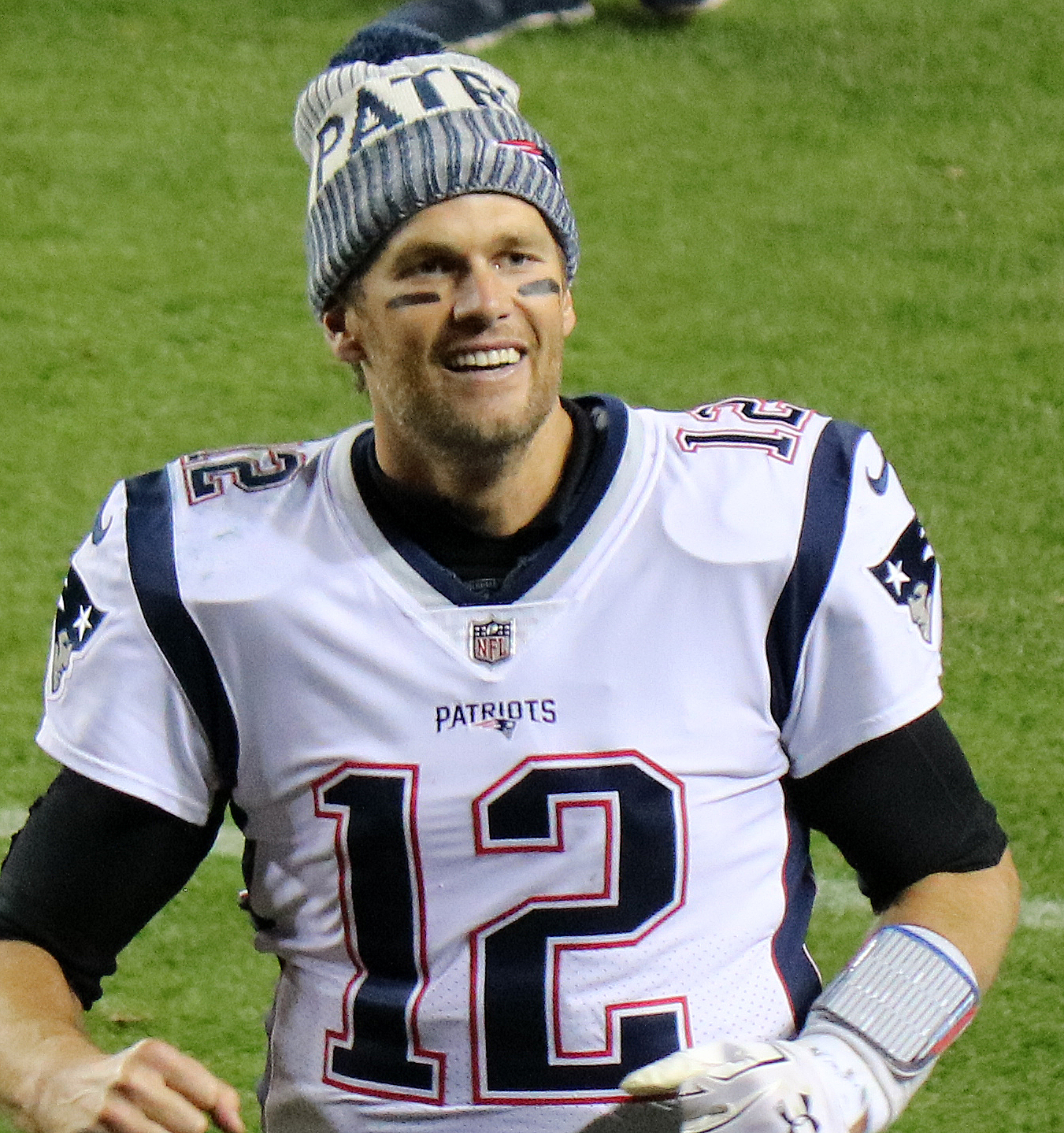
QBブレイディ

ペイトリオッツはNFL記録となる7年連続で12勝以上をあげた。QBのトム・ブレイディを開幕から出場停止で4試合欠き、シーズン途中からはTEのロブ・グロンコウスキーを怪我で欠いたにもかかわらず、NFL最高の14勝2敗でレギュラーシーズンを終えた。2敗は第4週のバッファロー・ビルズへの完封負けと、第10週のシアトル・シーホークスへの敗戦のみであった。レギュラーシーズンの総得点はリーグ3位の441点、総失点はリーグ最少の250点であった。ブレイディの出場停止は2014年に起きたデフレートゲート事件によるもので、その間はジミー・ガロポロとジャコビー・ブリセットがそれぞれ2試合先発QBを務めた。ブレイディはその後12試合に出場しパス3554ヤード獲得、28TDに対してわずか2INT、QBレイティングはNFL2位の112.2でシーズンを終え、12回目のプロボウルに選ばれた。WRジュリアン・エデルマンがチームトップの98回のレシーブで1106ヤードを獲得、パントリターンでも135ヤードを獲得した。WRクリス・ホーガンが38回のレシーブで680ヤード、マルコム・ミッチェルが32回のレシーブで401ヤードを獲得した。TEグロンコウスキーは背中の怪我で第13週にシーズン絶望となるまで25回のレシーブで540ヤードを獲得した。グロンコウスキーの欠場中は、TEマーテラス・ベネットが55回のレシーブで701ヤードを獲得、チームトップの7TDをあげた。RBルギャレット・ブラウンがチームトップの1168ヤードを獲得、18TDをあげた。パスシチュエーションではRBジェームズ・ホワイトが60回のレシーブで551ヤードを獲得、ランでも166ヤードを獲得した。またRBディオン・ルイスはランで283ヤードを獲得するとともに17回のレシーブで94ヤードを獲得した。
ディフェンスではオールプロOLBジェイミー・コリンズをシーズン途中にクリーブランド・ブラウンズに放出したが、DTトリー・フラワーズがチームトップの7サック、ジャバール・シェアードが5サック、LBドンタ・ハイタワーが65タックル、2.5サックをあげて初のプロボウルに選出された。またLBロブ・ニンコビッチが34タックル、2ファンブルフォース、4サックをあげた。セカンダリーではCBマルコム・バトラーがチームトップの4インターセプト、ローガン・ライアンはチームトップのタックルをあげるとともに2インターセプト、Sデビン・マコーティはチーム2位の83タックル及び1インターセプトをあげて3度目のプロボウルに選ばれた。スペシャルチームのマシュー・スレイターは6年連続でプロボウルに選ばれた。
ペイトリオッツはNFL記録となる9度目のスーパーボウル出場となり、ビル・ベリチックヘッドコーチとブレイディが揃った16年間で7回目の出場を果たした。ペイトリオッツはNRGスタジアム（当時リライアント・スタジアム）で前回開催された第38回スーパーボウルにも出場しており、32-29でカロライナ・パンサーズを破った。チームはこれまで8回のスーパーボウルで4勝4敗の成績を残しており、ベリチックとブレイディのもとでは4勝2敗の成績であった。
ベリチックは7度目の出場となり、これまでドン・シュラと並んでいたタイ記録を更新、NFL記録を塗り替えた。ブレイディの7回目の出場は選手としての出場新記録となった。

### プレーオフ
AFCでは第1シードのペイトリオッツがディビジョナルプレーオフで第4シードのヒューストン・テキサンズを34-16、AFCチャンピオンシップゲームで第3シードのピッツバーグ・スティーラーズを36-17で破った。
NFCでは第2シードのファルコンズがディビジョナルプレーオフでオフェンスが422ヤードを獲得し、第3シードのシアトル・シーホークスを36-20、NFCチャンピオンシップゲームでは第4シードのグリーンベイ・パッカーズを44-21で破った。この試合がジョージア・ドームで行われるNFL最後の試合となった。
| 年   | 成績               | AFC | 地区 | 勝 | 敗 | 分 | 率    | Div | Con  | 平均得点 | 平均失点 |
| ---- | ------------------ | --- | ---- | -- | -- | -- | ----- | --- | ---- | -------- | -------- |
| 2016 | スーパーボウル制覇 | 1位 | 優勝 | 14 | 2  | 0  | .875  | 5-1 | 11-1 | 27.6     | 15.6     |
|      |                    |     |      |    |    |    |       |     |      |          |          |
| 2015 | AFC決勝敗退        | 2位 | 優勝 | 12 | 4  | 0  | .750  | 4-2 | 9-3  | 29.1     | 19.7     |
| 2014 | スーパーボウル制覇 | 1位 | 優勝 | 12 | 4  | 0  | .750  | 4-2 | 9-3  | 29.3     | 19.6     |
| 2013 | AFC決勝敗退        | 2位 | 優勝 | 12 | 4  | 0  | .750  | 4-2 | 9-3  | 27.8     | 21.1     |
| 2012 | AFC決勝敗退        | 2位 | 優勝 | 12 | 4  | 0  | .750  | 6-0 | 11-1 | 34.8     | 20.7     |
| 2011 | AFC優勝/SB敗戦     | 1位 | 優勝 | 13 | 3  | 0  | .813  | 5-1 | 10-2 | 32.1     | 21.4     |
| 2010 | ディビジョナル敗退 | 1位 | 優勝 | 14 | 2  | 0  | .875  | 5-1 | 10-2 | 32.4     | 19.6     |
| 2009 | ワイルドカード敗退 | 3位 | 優勝 | 10 | 6  | 0  | .625  | 4-2 | 7-5  | 26.7     | 17.8     |
| 2008 | レギュラー敗退     | 7位 | 2位  | 11 | 5  | 0  | .688  | 4-2 | 7-5  | 25.6     | 19.3     |
| 2007 | AFC優勝/SB敗戦     | 1位 | 優勝 | 16 | 0  | 0  | 1.000 | 8-0 | 12-0 | 36.8     | 17.1     |
| 2006 | AFC決勝敗退        | 4位 | 優勝 | 12 | 4  | 0  | .750  | 4-2 | 8-4  | 24.1     | 14.8     |

| 1                          | 9/11                | at アリゾナ・カージナルス       | 23–21               | 1–0                 |              |              |
| 2                          | 9/17                | マイアミ・ドルフィンズ          | 31–24               | 2–0                 |              |              |
| 3                          | 9/22                | ヒューストン・テキサンズ        | 27–0                | 3–0                 |              |              |
| 4                          | 10/2                | バッファロー・ビルズ            | 0–16                | 3–1                 |              |              |
| 5                          | 10/9                | at クリーブランド・ブラウンズ   | 33–13               | 4–1                 |              |              |
| 6                          | 10/16               | シンシナティ・ベンガルズ        | 35–17               | 5–1                 |              |              |
| 7                          | 10/23               | at ピッツバーグ・スティーラーズ | 27–16               | 6–1                 |              |              |
| 8                          | 10/30               | at バッファロー・ビルズ         | 41–25               | 7–1                 |              |              |
| 9                          | バイウィーク        | バイウィーク                    | バイウィーク        | バイウィーク        | バイウィーク | バイウィーク |
| 10                         | 11/12               | シアトル・シーホークス          | 24–31               | 7–2                 |              |              |
| 11                         | 11/20               | at サンフランシスコ・49ERS      | 30–17               | 8–2                 |              |              |
| 12                         | 11/27               | at ニューヨーク・ジェッツ       | 22–17               | 9–2                 |              |              |
| 13                         | 12/4                | ロサンゼルス・ラムズ            | 26–10               | 10–2                |              |              |
| 14                         | 12/12               | ボルチモア・レイブンズ          | 30–23               | 11–2                |              |              |
| 15                         | 12/18               | at デンバー・ブロンコス         | 16–3                | 12–2                |              |              |
| 16                         | 12/24               | ニューヨーク・ジェッツ          | 41–3                | 13–2                |              |              |
| 17                         | 1/1                 | at マイアミ・ドルフィンズ       | 35–14               | 14–2                |              |              |
| プレイオフ                 |                     |                                 |                     |                     |              |              |
| WC                         | 第1シードにより免除 | 第1シードにより免除             | 第1シードにより免除 | 第1シードにより免除 |              |              |
| DP                         | 1/14                | ヒューストン・テキサンズ        | 34–16               |                     |              |              |
| CC                         | 1/22                | ピッツバーグ・スティーラーズ    | 36–17               |                     |              |              |
| 勝利 敗戦 at：敵地での対戦 |                     |                                 |                     |                     |              |              |

| 1                          | 9/11                | タンパベイ・バッカニアーズ      | 24–31               | 0–1                 |              |              |
| 2                          | 9/18                | at オークランド・レイダース     | 35–28               | 1–1                 |              |              |
| 3                          | 9/26                | at ニューオーリンズ・セインツ   | 45–32               | 2–1                 |              |              |
| 4                          | 10/2                | カロライナ・パンサーズ          | 48–33               | 3–1                 |              |              |
| 5                          | 10/9                | at デンバー・ブロンコス         | 33–16               | 4–1                 |              |              |
| 6                          | 10/16               | at シアトル・シーホークス       | 24–26               | 4–2                 |              |              |
| 7                          | 10/23               | サンディエゴ・チャージャーズ    | 30–33               | 4–3                 |              |              |
| 8                          | 10/30               | グリーンベイ・パッカーズ        | 33–32               | 5–3                 |              |              |
| 9                          | 11/3                | at タンパベイ・バッカニアーズ   | 43–28               | 6–3                 |              |              |
| 10                         | 11/13               | at フィラデルフィア・イーグルス | 15–24               | 6–4                 |              |              |
| 11                         | バイウィーク        | バイウィーク                    | バイウィーク        | バイウィーク        | バイウィーク | バイウィーク |
| 12                         | 11/27               | アリゾナ・カージナルス          | 38–19               | 7–4                 |              |              |
| 13                         | 12/4                | カンザスシティ・チーフス        | 28–29               | 7–5                 |              |              |
| 14                         | 12/11               | at ロサンゼルス・ラムズ         | 42–14               | 8–5                 |              |              |
| 15                         | 12/18               | サンフランシスコ・49ERS         | 41–13               | 9–5                 |              |              |
| 16                         | 12/24               | at カロライナ・パンサーズ       | 33–16               | 10–5                |              |              |
| 17                         | 1/1                 | ニューオーリンズ・セインツ      | 38–32               | 11–5                |              |              |
| プレイオフ                 |                     |                                 |                     |                     |              |              |
| WC                         | 第2シードにより免除 | 第2シードにより免除             | 第2シードにより免除 | 第2シードにより免除 |              |              |
| DP                         | 1/14                | シアトル・シーホークス          | 36–20               |                     |              |              |
| CC                         | 1/22                | グリーンベイ・パッカーズ        | 44–21               |                     |              |              |
| 勝利 敗戦 at：敵地での対戦 |                     |                                 |                     |                     |              |              |

## エンターテインメント

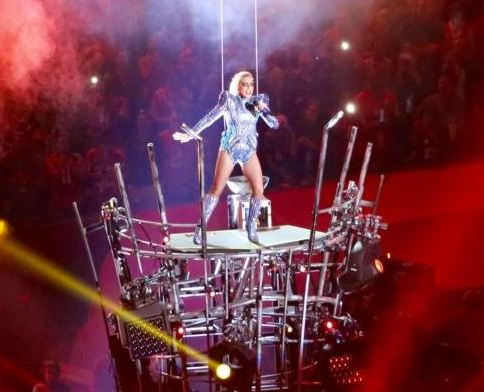
ハーフタイムショーでパフォーマンスを行うレディー・ガガ

### 国歌斉唱
カントリー歌手のルーク・ブライアンがアメリカ国歌斉唱を行った。これは第41回のビリー・ジョエル以来の男性の斉唱となった。国歌斉唱の直前にフィリッパ・スー (en:Phillipa Soo)、レネイ・エリース・ゴールズベリー(en:Renée Elise Goldsberry)、ジャスミン・ケパ・ジョーンズ(en:Jasmine Cephas Jones)というミュージカル「ハミルトン (ミュージカル)」でスカイラー姉妹(en:Schuyler sisters)を演じた3人によりアメリカ・ザ・ビューティフルが斉唱された。。
国歌斉唱が終了するタイミングでスタジアム上空を飛行機が通過するフライオーバーは、海軍のアクロバットチーム、ブルーエンジェルス所属のF/A-18 ホーネットが行った。

### ハーフタイムショー
レディー・ガガがハーフタイムショーでパフォーマンスを披露した。このパフォーマンスでは300機のドローンが用いられており、初期のドローンショーの一つとして知られている。ただし、様々な制約からこのパフォーマンスは事前に収録された。

## 試合経過
| \| 開始 \| 開始 \| 開始 \| ボール保持 \| ドライブ \| ドライブ \| TOP \| 結果 \| 得点内容 \| 得点内容 \| 得点内容 \| 得点 \| 得点 \| \| Q \| 時間 \| 地点 \| ボール保持 \| P \| yd \| TOP \| 結果 \| yd \| 得点者 \| PAT \| ペイトリオッツ \| ファルコンズ \| \| ------------------------------------------------------------------------------------------------------------------------------- \| ------------------------------------------------------------------------------------------------------------------------------- \| ------------------------------------------------------------------------------------------------------------------------------- \| ------------------------------------------------------------------------------------------------------------------------------- \| ------------------------------------------------------------------------------------------------------------------------------- \| ------------------------------------------------------------------------------------------------------------------------------- \| ------------------------------------------------------------------------------------------------------------------------------- \| ------------------------------------------------------------------------------------------------------------------------------- \| ------------------------------------------------------------------------------------------------------------------------------- \| ------------------------------------------------------------------------------------------------------------------------------- \| ------------------------------------------------------------------------------------------------------------------------------- \| -------------- \| ------------ \| \| 1 \| 15:00 \| 自陣25 \| ペイトリオッツ \| 3 \| 9 \| 1:23 \| パント \| — \| — \| — \| — \| — \| \| 1 \| 13:37 \| 自陣8 \| ファルコンズ \| 4 \| 32 \| 3:09 \| パント \| — \| — \| — \| — \| — \| \| 1 \| 10:28 \| 自陣10 \| ペイトリオッツ \| 9 \| 41 \| 5:20 \| パント \| — \| — \| — \| — \| — \| \| 1 \| 5:08 \| 自陣12 \| ファルコンズ \| 5 \| 24 \| 3:32 \| パント \| — \| — \| — \| — \| — \| \| 1-2 \| 1:36 \| 自陣18 \| ペイトリオッツ \| 5 \| 53 \| 2:28 \| ファンブルロスト \| — \| — \| — \| — \| — \| \| 2 \| 14:08 \| 自陣29 \| ファルコンズ \| 5 \| 71 \| 1:53 \| タッチダウン（ラン） \| 5 \| Freeman \| キック成功 \| 0 \| 7 \| \| 2 \| 12:15 \| 自陣16 \| ペイトリオッツ \| 3 \| 8 \| 1:38 \| パント \| — \| — \| — \| — \| — \| \| 2 \| 10:37 \| 自陣38 \| ファルコンズ \| 5 \| 62 \| 1:49 \| タッチダウン（パス） \| 19 \| ライアン→Hooper \| キック成功 \| 0 \| 14 \| \| 2 \| 8:48 \| 自陣25 \| ペイトリオッツ \| 12 \| 52 \| 6:27 \| インターセプトリターンTD \| 82 \| Alford \| キック成功 \| 0 \| 21 \| \| 2 \| 2:21 \| 自陣25 \| ペイトリオッツ \| 10 \| 52 \| 2:19 \| フィールドゴール成功 \| 41 \| Gostkowski \| — \| 3 \| 21 \| \| 2 \| 0:02 \| — \| ファルコンズ \| — \| — \| 0:02 \| 前半終了 \| — \| — \| — \| — \| — \| \| 前半終了 \| \| \| \| \| \| \| \| \| \| \| \| \| \| 3 \| 15:00 \| 自陣23 \| ファルコンズ \| 3 \| 4 \| 1:53 \| パント \| — \| — \| — \| — \| — \| \| 3 \| 13:07 \| 自陣45 \| ペイトリオッツ \| 3 \| -2 \| 0:22 \| パント \| — \| — \| — \| — \| — \| \| 3 \| 12:45 \| 自陣15 \| ファルコンズ \| 8 \| 85 \| 4:14 \| タッチダウン（パス） \| 6 \| ライアン→Coleman \| キック成功 \| 3 \| 28 \| \| 3 \| 8:31 \| 自陣25 \| ペイトリオッツ \| 13 \| 75 \| 6:25 \| タッチダウン（パス） \| 5 \| ブレイディ→White \| キック失敗 \| 9 \| 28 \| \| 3-4 \| 2:06 \| 敵陣41 \| ファルコンズ \| 3 \| -15 \| 2:15 \| パント \| — \| — \| — \| — \| — \| \| 4 \| 14:51 \| 自陣13 \| ペイトリオッツ \| 12 \| 72 \| 5:07 \| フィールドゴール成功 \| 33 \| Gostkowski \| — \| 12 \| 28 \| \| 4 \| 9:44 \| 自陣27 \| ファルコンズ \| 3 \| 1 \| 1:20 \| ファンブルロスト \| — \| — \| — \| — \| — \| \| 4 \| 8:24 \| 敵陣25 \| ペイトリオッツ \| 5 \| 25 \| 2:28 \| タッチダウン（パス） \| 6 \| ブレイディ→Amendola \| ラン成功 \| 20 \| 28 \| \| 4 \| 5:56 \| 自陣10 \| ファルコンズ \| 6 \| 45 \| 2:26 \| パント \| — \| — \| — \| — \| — \| \| 4 \| 3:30 \| 自陣9 \| ペイトリオッツ \| 10 \| 91 \| 2:33 \| タッチダウン（ラン） \| 5 \| White \| ラン成功 \| 28 \| 28 \| \| 4 \| 0:57 \| 自陣10 \| ファルコンズ \| 4 \| 16 \| 0:39 \| パント \| — \| — \| — \| — \| — \| \| 4 \| 0:03 \| 自陣10 \| ペイトリオッツ \| 1 \| 13 \| 0:03 \| 後半終了 \| — \| — \| — \| — \| — \| \| 後半終了 \| \| \| \| \| \| \| \| \| \| \| \| \| \| OT1 \| 自陣25 \| 15:00 \| ペイトリオッツ \| 8 \| 75 \| 3:58 \| タッチダウン（ラン） \| 2 \| White \| キック成功 \| 34 \| 28 \| \| P=プレー数、TOP=タイム・オブ・ポゼッション、PAT=ポイント・アフター・タッチダウン。 アメリカンフットボールの用語集 (en) も参照。 \| P=プレー数、TOP=タイム・オブ・ポゼッション、PAT=ポイント・アフター・タッチダウン。 アメリカンフットボールの用語集 (en) も参照。 \| P=プレー数、TOP=タイム・オブ・ポゼッション、PAT=ポイント・アフター・タッチダウン。 アメリカンフットボールの用語集 (en) も参照。 \| P=プレー数、TOP=タイム・オブ・ポゼッション、PAT=ポイント・アフター・タッチダウン。 アメリカンフットボールの用語集 (en) も参照。 \| P=プレー数、TOP=タイム・オブ・ポゼッション、PAT=ポイント・アフター・タッチダウン。 アメリカンフットボールの用語集 (en) も参照。 \| P=プレー数、TOP=タイム・オブ・ポゼッション、PAT=ポイント・アフター・タッチダウン。 アメリカンフットボールの用語集 (en) も参照。 \| P=プレー数、TOP=タイム・オブ・ポゼッション、PAT=ポイント・アフター・タッチダウン。 アメリカンフットボールの用語集 (en) も参照。 \| P=プレー数、TOP=タイム・オブ・ポゼッション、PAT=ポイント・アフター・タッチダウン。 アメリカンフットボールの用語集 (en) も参照。 \| P=プレー数、TOP=タイム・オブ・ポゼッション、PAT=ポイント・アフター・タッチダウン。 アメリカンフットボールの用語集 (en) も参照。 \| P=プレー数、TOP=タイム・オブ・ポゼッション、PAT=ポイント・アフター・タッチダウン。 アメリカンフットボールの用語集 (en) も参照。 \| P=プレー数、TOP=タイム・オブ・ポゼッション、PAT=ポイント・アフター・タッチダウン。 アメリカンフットボールの用語集 (en) も参照。 \| 34 \| 28 \| | | | | | | | | | | |                |              |
| 開始 | 開始 | 開始 | ボール保持 | ドライブ | ドライブ | TOP | 結果 | 得点内容 | 得点内容 | 得点内容 | 得点           | 得点         |
| Q | 時間 | 地点 | ボール保持 | P | yd | TOP | 結果 | yd | 得点者 | PAT | ペイトリオッツ | ファルコンズ |
| 1 | 15:00 | 自陣25 | ペイトリオッツ | 3 | 9 | 1:23 | パント | — | — | — | —              | —            |
| 1 | 13:37 | 自陣8 | ファルコンズ | 4 | 32 | 3:09 | パント | — | — | — | —              | —            |
| 1 | 10:28 | 自陣10 | ペイトリオッツ | 9 | 41 | 5:20 | パント | — | — | — | —              | —            |
| 1 | 5:08 | 自陣12 | ファルコンズ | 5 | 24 | 3:32 | パント | — | — | — | —              | —            |
| 1-2 | 1:36 | 自陣18 | ペイトリオッツ | 5 | 53 | 2:28 | ファンブルロスト | — | — | — | —              | —            |
| 2 | 14:08 | 自陣29 | ファルコンズ | 5 | 71 | 1:53 | タッチダウン（ラン） | 5 | Freeman | キック成功 | 0              | 7            |
| 2 | 12:15 | 自陣16 | ペイトリオッツ | 3 | 8 | 1:38 | パント | — | — | — | —              | —            |
| 2 | 10:37 | 自陣38 | ファルコンズ | 5 | 62 | 1:49 | タッチダウン（パス） | 19 | ライアン→Hooper | キック成功 | 0              | 14           |
| 2 | 8:48 | 自陣25 | ペイトリオッツ | 12 | 52 | 6:27 | インターセプトリターンTD | 82 | Alford | キック成功 | 0              | 21           |
| 2 | 2:21 | 自陣25 | ペイトリオッツ | 10 | 52 | 2:19 | フィールドゴール成功 | 41 | Gostkowski | — | 3              | 21           |
| 2 | 0:02 | — | ファルコンズ | — | — | 0:02 | 前半終了 | — | — | — | —              | —            |
| 前半終了 | | | | | | | | | | |                |              |
| 3 | 15:00 | 自陣23 | ファルコンズ | 3 | 4 | 1:53 | パント | — | — | — | —              | —            |
| 3 | 13:07 | 自陣45 | ペイトリオッツ | 3 | -2 | 0:22 | パント | — | — | — | —              | —            |
| 3 | 12:45 | 自陣15 | ファルコンズ | 8 | 85 | 4:14 | タッチダウン（パス） | 6 | ライアン→Coleman | キック成功 | 3              | 28           |
| 3 | 8:31 | 自陣25 | ペイトリオッツ | 13 | 75 | 6:25 | タッチダウン（パス） | 5 | ブレイディ→White | キック失敗 | 9              | 28           |
| 3-4 | 2:06 | 敵陣41 | ファルコンズ | 3 | -15 | 2:15 | パント | — | — | — | —              | —            |
| 4 | 14:51 | 自陣13 | ペイトリオッツ | 12 | 72 | 5:07 | フィールドゴール成功 | 33 | Gostkowski | — | 12             | 28           |
| 4 | 9:44 | 自陣27 | ファルコンズ | 3 | 1 | 1:20 | ファンブルロスト | — | — | — | —              | —            |
| 4 | 8:24 | 敵陣25 | ペイトリオッツ | 5 | 25 | 2:28 | タッチダウン（パス） | 6 | ブレイディ→Amendola | ラン成功 | 20             | 28           |
| 4 | 5:56 | 自陣10 | ファルコンズ | 6 | 45 | 2:26 | パント | — | — | — | —              | —            |
| 4 | 3:30 | 自陣9 | ペイトリオッツ | 10 | 91 | 2:33 | タッチダウン（ラン） | 5 | White | ラン成功 | 28             | 28           |
| 4 | 0:57 | 自陣10 | ファルコンズ | 4 | 16 | 0:39 | パント | — | — | — | —              | —            |
| 4 | 0:03 | 自陣10 | ペイトリオッツ | 1 | 13 | 0:03 | 後半終了 | — | — | — | —              | —            |
| 後半終了 | | | | | | | | | | |                |              |
| OT1 | 自陣25 | 15:00 | ペイトリオッツ | 8 | 75 | 3:58 | タッチダウン（ラン） | 2 | White | キック成功 | 34             | 28           |
| P=プレー数、TOP=タイム・オブ・ポゼッション、PAT=ポイント・アフター・タッチダウン。 アメリカンフットボールの用語集 (en) も参照。 | P=プレー数、TOP=タイム・オブ・ポゼッション、PAT=ポイント・アフター・タッチダウン。 アメリカンフットボールの用語集 (en) も参照。 | P=プレー数、TOP=タイム・オブ・ポゼッション、PAT=ポイント・アフター・タッチダウン。 アメリカンフットボールの用語集 (en) も参照。 | P=プレー数、TOP=タイム・オブ・ポゼッション、PAT=ポイント・アフター・タッチダウン。 アメリカンフットボールの用語集 (en) も参照。 | P=プレー数、TOP=タイム・オブ・ポゼッション、PAT=ポイント・アフター・タッチダウン。 アメリカンフットボールの用語集 (en) も参照。 | P=プレー数、TOP=タイム・オブ・ポゼッション、PAT=ポイント・アフター・タッチダウン。 アメリカンフットボールの用語集 (en) も参照。 | P=プレー数、TOP=タイム・オブ・ポゼッション、PAT=ポイント・アフター・タッチダウン。 アメリカンフットボールの用語集 (en) も参照。 | P=プレー数、TOP=タイム・オブ・ポゼッション、PAT=ポイント・アフター・タッチダウン。 アメリカンフットボールの用語集 (en) も参照。 | P=プレー数、TOP=タイム・オブ・ポゼッション、PAT=ポイント・アフター・タッチダウン。 アメリカンフットボールの用語集 (en) も参照。 | P=プレー数、TOP=タイム・オブ・ポゼッション、PAT=ポイント・アフター・タッチダウン。 アメリカンフットボールの用語集 (en) も参照。 | P=プレー数、TOP=タイム・オブ・ポゼッション、PAT=ポイント・アフター・タッチダウン。 アメリカンフットボールの用語集 (en) も参照。 | 34             | 28           |

第1Qはそれぞれのチームのディフェンスががんばり、お互い2回のパントに終わり、0-0で終えた。このクォーターには、ファルコンズのデボンタ・フリーマンが37ヤードを獲得したランプレーもあったが、得点には結びつかなかった。このプレーが第51回スーパーボウルでのスクリメージラインから最もゲインしたプレーであった。
第2Q、トム・ブレイディが最初のプレーでジュリアン・エデルマンへ27ヤードのパスを通し、敵陣37ヤードまで前進した。しかし続くランプレーでルギャレット・ブラウンからディオン・ジョーンズがボールをかき出し、ロバート・アルフォードが自陣29ヤード地点でファンブルリカバーした。ターンオーバーで攻撃権を得たファルコンズは、マット・ライアンがフリオ・ジョーンズに19ヤード、23ヤードのパスを通した後、フリーマンが3回のランで29ヤード、最後は5ヤードのTDランをあげて、ファルコンズが7-0と先制した。ペイトリオッツは続く攻撃でファーストダウンを獲得できなかった。ファルコンズは、テイラー・ガブリエルへの24ヤードのパス、フリオ・ジョーンズへの18ヤードのパスで前進、第3ダウン残り9ヤードの状況でTEオースティン・フーパーへ19ヤードのTDパスが決まり、14-0とリードを広げた。ブレイディが出場した7回のスーパーボウルで14点差以上リードをつけられたことは初めてとなった。続くドライブでペイトリオッツはファルコンズの3回のホールディングの反則で敵陣23ヤードまで前進したが、第3ダウン残り6ヤードでブレイディが投げたパスをアルフォードがインターセプト、82ヤードをリターンしてTD、21-0となった。ブレイディのポストシーズンでインターセプトリターンTDをあげられたのは初めてであった。また82ヤードのインターセプトリターンTDは、第43回スーパーボウルでのジェームズ・ハリソンの100ヤードのリターンTDに続いてスーパーボウル史上2位の記録となった。前半残り2分20秒で攻撃権を得たペイトリオッツは、マーテラス・ベネットへの15ヤードのパス、ジェームズ・ホワイトへのショートパスから28ヤードを獲得、敵陣20ヤードまで前進、残り2秒でスティーブン・ゴストコウスキーがFGを成功、21-3として前半を終えた。
第3Q開始早々、ペイトリオッツはエデルマンがパントリターンで26ヤードを獲得、自陣47ヤードからの攻撃権を得た。しかしこのチャンスでファーストダウンを獲得できず、自陣15ヤードから攻撃権を得たファルコンズがテイラー・ガブリエルへの17ヤード、35ヤードのパスなどで、敵陣28ヤードまで前進すると、4プレー後にテビン・コールマンへの6ヤードのTDパスで第3Q残り8分31秒の時点で28－3とリードを広げた。続く攻撃でペイトリオッツはブレイディは第4ダウン残り3ヤードからダニー・アメンドーラへの17ヤードのパスやブレイディ自身の15ヤードのランなどで前進したのち、ジェームズ・ホワイトへのTDパスが決まったが、ゴストコウスキーのエクストラポイントはゴールポストの右にはずれて、28-9となった。
続くキックオフでペイトリオッツはオンサイドキックを試みたが、ボールはファルコンズのラロイ・レイノルズがリカバー、ペイトリオッツ側の10ヤードのペナルティもあり、ファルコンズは絶好のフィールドポジションを得た。ライアンからフーパーへの9ヤードのパスでファルコンズは、ペイトリオッツ陣32ヤード地点まで前進したが、ジェイク・マシューズのホールディングの反則で10ヤードを罰退、パス不成功の後、トリー・フラワーズ、カイル・バン・ノイの2人によるQBサックでファルコンズは第4Q最初のプレーでパントを蹴ることとなった。
マット・ボシャーの42ヤードのパントでペイトリオッツは自陣13ヤード地点から攻撃権を獲得した。ブレイディはマルコム・ミッチェルへの3回のパスで40ヤード、ベネットへの25ヤードのパスで敵陣7ヤードまで前進した。しかし続く3プレーでグレイディ・ジャレットがブレイディを2回サック、ゴストコウスキーの33ヤードのFGで、残り10分を切り、28-12となった。続くファルコンズの攻撃でドンタ・ハイタワーがパスを投げようとしたライアンをサック、アラン・ブランチが敵陣25ヤード地点でボールをリカバーした。ペイトリオッツはこのチャンスにアメンドーラへの6ヤードのTDパス、ジェームズ・ホワイトへのダイレクトスナップからの2ポイントコンバージョンも成功させ、残り5分56秒で28-20と8点差に迫った（ペイトリオッツは第38回スーパーボウルでもケビン・フォークによる似たプレーで2ポイントコンバージョンを成功させている。）。
続く攻撃でファルコンズは、フリーマンへのショートパスで39ヤードを獲得、敵陣49ヤード地点からの第2ダウン残り9ヤードから右サイドライン際のフリオ・ジョーンズにロングパスを投げた。このパスをジョーンズはアクロバティックなキャッチで27ヤードを前進、残り4分40秒でファルコンズは敵陣22ヤード地点でファーストダウンを獲得した。しかし第1ダウンでのフリーマンのランは、デビン・マコーティのタックルで1ヤードのロス、第2ダウンでフラワーズがライアンをサックし、12ヤードを後退、敵陣35ヤードからの第3ダウン残り23ヤードでモハメド・サヌーへの9ヤードのパスが成功したかに見えたが、マシューズのホールディングのペナルティで10ヤードを罰退、FGレンジ外まで戻されたファルコンズはパントに終わった。
ボシャーの36ヤードのパントで残り3分30秒で自陣9ヤード地点からの攻撃権を得たペイトリオッツは、2度のパス失敗の後、クリス・ホーガンへの16ヤードのパスでファーストダウンを獲得、ミッチェルへの11ヤードのパスを成功させた後、危うくアルフォードにインターセプトされそうなパスを投げたが、アルフォードがはじいたパスはダイビングキャッチしたエデルマンの腕の中に納まり、23ヤードのプレーとなった。ファルコンズはこのプレーに対してチャレンジを行ったが、判定は覆らず、ファルコンズは最後のタイムアウトを失った。ブレイディはアメンドーラへの20ヤードのパスで敵陣21ヤードまでボールを前進させると、ホワイトへの2回のパスで20ヤードを獲得、ゴール前1ヤード地点でのファーストダウンを獲得、残り1分でホワイトが1ヤードを走り、アメンドーラへの2ポイントコンバージョンも成功し、28-28の同点となった。タイムアウトなしで自陣深くから攻撃権を得たファルコンズは、FGレンジまでボールを前進させることができずパントに終わった。ペイトリオッツはニーダウンをするフェイクでディオン・ルイスを走らせたが数ヤードを獲得するにとどまり、試合は同点のままオーバータイムに突入した。スーパーボウルがオーバータイムにもつれるのは、初めてのことであり、NFLチャンピオンシップゲームまでさかのぼっても1958年のボルチモア・コルツ対ニューヨーク・ジャイアンツ以来のことであった。
オーバータイムではコイントスに勝ったペイトリオッツがリターンを選択、キックオフはタッチバックとなり、自陣25ヤード地点からの攻撃権を獲得したペイトリオッツは、ホワイトへの6ヤード、アメンドーラへの14ヤード、ホーガンへの18ヤードのパスで前進した後、エデルマンへの15ヤードのパス、ホワイトへのラテラルパスで10ヤードを獲得、敵陣15ヤード地点まで前進した。その後ブレイディからエンドゾーンのベネットを狙ったパスは成功しなかったが、デボンドレ・キャンベルのパスインターフェアランスの反則で敵陣2ヤードまで前進した。第1ダウンでベネットを狙ったパスはビック・ビーズリーが防いだ。第2ダウンでボールを受けたホワイトが右サイドに走ったが、1ヤード地点でファルコンズの守備陣にヒットされたが、ニーダウンする前に、ホワイトは体をエンドゾーンに伸ばしてTDが決まり、34-28でペイトリオッツが勝利した。NFLのポストシーズンで第4Qに17点以上離されたチームが逆転したのは初めてのことであった。1940年以降のポストシーズンの試合で、第3Q終了時点で17点差以上をつけたチームは133勝0敗であった。
| \| 1 \| 3 \| 9 \| 1:23 \| パント \| \| 2 \| 9 \| 41 \| 5:20 \| パント \| \| 3 \| 5 \| 53 \| 2:28 \| ファンブルロスト \| \| 4 \| 3 \| 8 \| 1:38 \| パント \| \| 5 \| 12 \| 52 \| 6:27 \| インターセプトリターンTD \| \| 6 \| 10 \| 52 \| 2:19 \| フィールドゴール成功 \| \| 前半終了 \| \| \| \| \| \| 7 \| 3 \| -2 \| 0:22 \| パント \| \| 8 \| 13 \| 75 \| 6:25 \| タッチダウン（パス） \| \| 9 \| 12 \| 72 \| 5:07 \| フィールドゴール成功 \| \| 10 \| 5 \| 25 \| 2:28 \| タッチダウン（パス） \| \| 11 \| 10 \| 91 \| 2:33 \| タッチダウン（ラン） \| \| 12 \| 1 \| 13 \| 0:03 \| 後半終了 \| \| 後半終了 \| \| \| \| \| \| 13 \| 8 \| 75 \| 3:58 \| タッチダウン（ラン） \| |          |          |      |                          |
| # | ドライブ | ドライブ | TOP  | 結果                     |
| # | プレー   | ヤード   | TOP  | 結果                     |
| 1 | 3        | 9        | 1:23 | パント                   |
| 2 | 9        | 41       | 5:20 | パント                   |
| 3 | 5        | 53       | 2:28 | ファンブルロスト         |
| 4 | 3        | 8        | 1:38 | パント                   |
| 5 | 12       | 52       | 6:27 | インターセプトリターンTD |
| 6 | 10       | 52       | 2:19 | フィールドゴール成功     |
| 前半終了 |          |          |      |                          |
| 7 | 3        | -2       | 0:22 | パント                   |
| 8 | 13       | 75       | 6:25 | タッチダウン（パス）     |
| 9 | 12       | 72       | 5:07 | フィールドゴール成功     |
| 10 | 5        | 25       | 2:28 | タッチダウン（パス）     |
| 11 | 10       | 91       | 2:33 | タッチダウン（ラン）     |
| 12 | 1        | 13       | 0:03 | 後半終了                 |
| 後半終了 |          |          |      |                          |
| 13 | 8        | 75       | 3:58 | タッチダウン（ラン）     |

| \| 1 \| 4 \| 32 \| 3:09 \| パント \| \| 2 \| 5 \| 24 \| 3:32 \| パント \| \| 3 \| 5 \| 71 \| 1:53 \| タッチダウン（ラン） \| \| 4 \| 5 \| 62 \| 1:49 \| タッチダウン（パス） \| \| 5 \| — \| — \| 0:02 \| 前半終了 \| \| 前半終了 \| \| \| \| \| \| 6 \| 3 \| 4 \| 1:53 \| パント \| \| 7 \| 8 \| 85 \| 4:14 \| タッチダウン（パス） \| \| 8 \| 3 \| -15 \| 2:15 \| パント \| \| 9 \| 3 \| 1 \| 1:20 \| ファンブルロスト \| \| 10 \| 6 \| 45 \| 2:26 \| パント \| \| 11 \| 4 \| 16 \| 0:39 \| パント \| |          |          |      |                      |
| # | ドライブ | ドライブ | TOP  | 結果                 |
| # | プレー   | ヤード   | TOP  | 結果                 |
| 1 | 4        | 32       | 3:09 | パント               |
| 2 | 5        | 24       | 3:32 | パント               |
| 3 | 5        | 71       | 1:53 | タッチダウン（ラン） |
| 4 | 5        | 62       | 1:49 | タッチダウン（パス） |
| 5 | —        | —        | 0:02 | 前半終了             |
| 前半終了 |          |          |      |                      |
| 6 | 3        | 4        | 1:53 | パント               |
| 7 | 8        | 85       | 4:14 | タッチダウン（パス） |
| 8 | 3        | -15      | 2:15 | パント               |
| 9 | 3        | 1        | 1:20 | ファンブルロスト     |
| 10 | 6        | 45       | 2:26 | パント               |
| 11 | 4        | 16       | 0:39 | パント               |

### スターティングラインアップ
| ペイトリオッツ                                      | ポジション | ポジション | ファルコンズ                              |
| オフェンス                                          | オフェンス | オフェンス | オフェンス                                |
| --------------------------------------------------- | ---------- | ---------- | ----------------------------------------- |
| クリス・ホーガン 15 Chris Hogan                     | WR         | WR         | フリオ・ジョーンズ 11 Julio Jones         |
| ネイト・ソルダー 77 Nate Solder                     | LT         | LT         | ジェイク・マシューズ 70 Jake Matthews     |
| ジョー・サニー 62 Joe Thuney                        | LG         | LG         | アンディ・レビツリー 67 Andy Levitre      |
| デビッド・アンドリュース 60 David Andrews           | C          | C          | アレックス・マック 51 Alex Mack           |
| シャック・メイソン 69 Shaq Mason                    | RG         | RG         | クリス・チェスター 65 Chris Chester       |
| マーカス・キャノン 61 Marcus Cannon                 | RT         | RT         | ライアン・シュレーダー 73 Ryan Schraeder  |
| マーテラス・ベネット 88 Martellus Bennett           | TE         | TE         | レビン・トイロロ 80 Levine Toilolo        |
| ジュリアン・エデルマン 11 Julian Edelman            | WR         | WR         | モハメド・サヌー 12 Mohamed Sanu          |
| トム・ブレイディ 12 Tom Brady                       | QB         | QB         | マット・ライアン 2 Matt Ryan              |
| マルコム・ミッチェル 19 Malcolm Mitchell            | WR         | RB         | デボンタ・フリーマン 24 Devonta Freeman   |
| ディオン・ルイス 33 Dion Lewis                      | RB         | FB         | パトリック・ディマルコ 42 Patrick DiMarco |
| スペシャルチーム                                    |            |            |                                           |
| スティーブン・ゴストコウスキー 3 Stephen Gostkowski | K          | K          | マット・ブライアント 3 Matt Bryant        |
| ライアン・アレン 6 Ryan Allen                       | P          | P          | マット・ボシャー 5 Matt Bosher            |

| ペイトリオッツ                         | ポジション   | ポジション   | ファルコンズ                                 |
| ディフェンス                           | ディフェンス | ディフェンス | ディフェンス                                 |
| -------------------------------------- | ------------ | ------------ | -------------------------------------------- |
| デュロン・ハーモン 30 Duron Harmon     | DB           | LDE          | ドワイト・フリーニー 93 Dwight Freeney       |
| アラン・ブランチ 97 Alan Branch        | DT           | DT           | ラシード・ヘイグマン 77 Ra'Shede Hageman     |
| マルコム・ブラウン 90 Malcom Brown     | DT           | DB           | ブライアン・プール 34 Brian Poole            |
| トリー・フラワーズ 98 Trey Flowers     | RE           | DE           | グレイディ・ジャレット 97 Grady Jarrett      |
| シェイ・マクレリン 58 Shea McClellin   | LB           | LB           | ビック・ビーズリー 44 Vic Beasley            |
| ドンタ・ハイタワー 54 Dont'a Hightower | LB           | MLB          | ディオン・ジョーンズ 45 Deion Jones          |
| ロブ・ニンコビッチ 50 Rob Ninkovich    | LB           | LB           | デボンドレ・キャンベル 59 De'Vondre Campbell |
| ローガン・ライアン 26 Logan Ryan       | RCB          | CB           | ロバート・アルフォード 23 Robert Alford      |
| マルコム・バトラー 21 Malcolm Butler   | LCB          | CB           | ジェイレン・コリンズ 32 Jalen Collins        |
| パトリック・チャン 23 Patrick Chung    | SS           | SS           | リカルド・アレン 37 Ricardo Allen            |
| デビン・マコーティ 32 Devin McCourty   | FS           | FS           | キアヌ・ニール 22 Keanu Neal                 |
| ヘッドコーチ                           |              |              |                                              |
| ビル・ベリチック Bill Belichick        | HC           | HC           | ダン・クイン Dan Quinn                       |

## トーナメント表
|  |                                             |                                             |                                             |                        |                        |                                  |                                  |                                  |                              |                              |                              |                          |                          |                          |  |  |  |  |
|  | 2017年1月8日 ハインツ・フィールド           | 2017年1月8日 ハインツ・フィールド           | 2017年1月8日 ハインツ・フィールド           |                        |                        | 1月15日 アローヘッド・スタジアム | 1月15日 アローヘッド・スタジアム | 1月15日 アローヘッド・スタジアム |                              |                              |                              |                          |                          |                          |  |  |  |  |
|  | 2017年1月8日 ハインツ・フィールド           | 2017年1月8日 ハインツ・フィールド           | 2017年1月8日 ハインツ・フィールド           |                        |                        | 1月15日 アローヘッド・スタジアム | 1月15日 アローヘッド・スタジアム | 1月15日 アローヘッド・スタジアム |                              |                              |                              |                          |                          |                          |  |  |  |  |
|  | 2017年1月8日 ハインツ・フィールド           | 2017年1月8日 ハインツ・フィールド           | 2017年1月8日 ハインツ・フィールド           |                        |                        | 1月15日 アローヘッド・スタジアム | 1月15日 アローヘッド・スタジアム | 1月15日 アローヘッド・スタジアム |                              |                              |                              |                          |                          |                          |  |  |  |  |
|  | 2017年1月8日 ハインツ・フィールド           | 2017年1月8日 ハインツ・フィールド           | 2017年1月8日 ハインツ・フィールド           |                        |                        | 1月15日 アローヘッド・スタジアム | 1月15日 アローヘッド・スタジアム | 1月15日 アローヘッド・スタジアム |                              |                              |                              |                          |                          |                          |  |  |  |  |
|  | 6                                           | ドルフィンズ                                | 12                                          |                        |                        | 1月15日 アローヘッド・スタジアム | 1月15日 アローヘッド・スタジアム | 1月15日 アローヘッド・スタジアム |                              |                              |                              |                          |                          |                          |  |  |  |  |
|  | 6                                           | ドルフィンズ                                | 12                                          | 3                      | スティーラーズ         | 18                               |                                  |                                  |                              |                              |                              |                          |                          |                          |  |  |  |  |
|  | 3                                           | スティーラーズ                              | 30                                          | 3                      | スティーラーズ         | 18                               |                                  |                                  | 1月22日 ジレット・スタジアム | 1月22日 ジレット・スタジアム | 1月22日 ジレット・スタジアム |                          |                          |                          |  |  |  |  |
|  | 3                                           | スティーラーズ                              | 30                                          | 2                      | チーフス               | 16                               |                                  |                                  | 1月22日 ジレット・スタジアム | 1月22日 ジレット・スタジアム | 1月22日 ジレット・スタジアム |                          |                          |                          |  |  |  |  |
|  |                                             |                                             |                                             | 2                      | チーフス               | 16                               |                                  |                                  | 1月22日 ジレット・スタジアム | 1月22日 ジレット・スタジアム | 1月22日 ジレット・スタジアム |                          |                          |                          |  |  |  |  |
|  | AFC                                         |                                             |                                             |                        |                        |                                  |                                  |                                  | 1月22日 ジレット・スタジアム | 1月22日 ジレット・スタジアム | 1月22日 ジレット・スタジアム |                          |                          |                          |  |  |  |  |
|  | 2017年1月7日 NRGスタジアム                  | 2017年1月7日 NRGスタジアム                  | 2017年1月7日 NRGスタジアム                  | 3                      | スティーラーズ         | 17                               |                                  |                                  |                              |                              |                              |                          |                          |                          |  |  |  |  |
|  | 2017年1月7日 NRGスタジアム                  | 2017年1月7日 NRGスタジアム                  | 2017年1月7日 NRGスタジアム                  | 3                      | スティーラーズ         | 17                               | 1月14日 ジレット・スタジアム     |                                  |                              |                              |                              |                          |                          |                          |  |  |  |  |
|  | 2017年1月7日 NRGスタジアム                  | 2017年1月7日 NRGスタジアム                  | 2017年1月7日 NRGスタジアム                  |                        | 1                      | ペイトリオッツ                   | 36                               |                                  |                              |                              |                              |                          |                          |                          |  |  |  |  |
|  | 2017年1月7日 NRGスタジアム                  | 2017年1月7日 NRGスタジアム                  | 2017年1月7日 NRGスタジアム                  |                        | 1                      | ペイトリオッツ                   | 36                               |                                  |                              |                              |                              |                          |                          |                          |  |  |  |  |
|  | 5                                           | レイダース                                  | 14                                          | AFC チャンピオンシップ | AFC チャンピオンシップ | AFC チャンピオンシップ           |                                  |                                  |                              |                              |                              |                          |                          |                          |  |  |  |  |
|  | 5                                           | レイダース                                  | 14                                          | AFC チャンピオンシップ | AFC チャンピオンシップ | AFC チャンピオンシップ           | 4                                | テキサンズ                       | 16                           |                              |                              |                          |                          |                          |  |  |  |  |
|  | 4                                           | テキサンズ                                  | 27                                          | AFC チャンピオンシップ | AFC チャンピオンシップ | AFC チャンピオンシップ           | 4                                | テキサンズ                       | 16                           |                              |                              | 2月5日 NRGスタジアム     | 2月5日 NRGスタジアム     | 2月5日 NRGスタジアム     |  |  |  |  |
|  | 4                                           | テキサンズ                                  | 27                                          | AFC チャンピオンシップ | AFC チャンピオンシップ | AFC チャンピオンシップ           | 1                                | ペイトリオッツ                   | 34                           |                              |                              | 2月5日 NRGスタジアム     | 2月5日 NRGスタジアム     | 2月5日 NRGスタジアム     |  |  |  |  |
|  | ワイルドカード・プレーオフ                  |                                             |                                             |                        |                        |                                  | 1                                | ペイトリオッツ                   | 34                           |                              |                              | 2月5日 NRGスタジアム     | 2月5日 NRGスタジアム     | 2月5日 NRGスタジアム     |  |  |  |  |
|  | ディビジョナル・プレーオフ                  |                                             |                                             |                        |                        |                                  |                                  |                                  |                              |                              |                              | 2月5日 NRGスタジアム     | 2月5日 NRGスタジアム     | 2月5日 NRGスタジアム     |  |  |  |  |
|  | 2017年1月8日 ランボー・フィールド           | 2017年1月8日 ランボー・フィールド           | 2017年1月8日 ランボー・フィールド           | A1                     | ペイトリオッツ         | 34*                              |                                  |                                  |                              |                              |                              |                          |                          |                          |  |  |  |  |
|  | 2017年1月8日 ランボー・フィールド           | 2017年1月8日 ランボー・フィールド           | 2017年1月8日 ランボー・フィールド           | A1                     | ペイトリオッツ         | 34*                              | 1月15日 AT&Tスタジアム           |                                  |                              |                              |                              |                          |                          |                          |  |  |  |  |
|  | 2017年1月8日 ランボー・フィールド           | 2017年1月8日 ランボー・フィールド           | 2017年1月8日 ランボー・フィールド           |                        | N2                     | ファルコンズ                     | 28                               |                                  |                              |                              |                              |                          |                          |                          |  |  |  |  |
|  | 2017年1月8日 ランボー・フィールド           | 2017年1月8日 ランボー・フィールド           | 2017年1月8日 ランボー・フィールド           |                        | N2                     | ファルコンズ                     | 28                               |                                  |                              |                              |                              |                          |                          |                          |  |  |  |  |
|  | 5                                           | ジャイアンツ                                | 13                                          | 第51回スーパーボウル   | 第51回スーパーボウル   | 第51回スーパーボウル             |                                  |                                  |                              |                              |                              |                          |                          |                          |  |  |  |  |
|  | 5                                           | ジャイアンツ                                | 13                                          | 第51回スーパーボウル   | 第51回スーパーボウル   | 第51回スーパーボウル             | 4                                | パッカーズ                       | 34                           |                              |                              |                          |                          |                          |  |  |  |  |
|  | 4                                           | パッカーズ                                  | 38                                          | 第51回スーパーボウル   | 第51回スーパーボウル   | 第51回スーパーボウル             | 4                                | パッカーズ                       | 34                           |                              |                              | 1月22日 ジョージアドーム | 1月22日 ジョージアドーム | 1月22日 ジョージアドーム |  |  |  |  |
|  | 4                                           | パッカーズ                                  | 38                                          | 第51回スーパーボウル   | 第51回スーパーボウル   | 第51回スーパーボウル             | 1                                | カウボーイズ                     | 31                           |                              |                              | 1月22日 ジョージアドーム | 1月22日 ジョージアドーム | 1月22日 ジョージアドーム |  |  |  |  |
|  |                                             |                                             |                                             |                        |                        |                                  | 1                                | カウボーイズ                     | 31                           |                              |                              | 1月22日 ジョージアドーム | 1月22日 ジョージアドーム | 1月22日 ジョージアドーム |  |  |  |  |
|  | NFC                                         |                                             |                                             |                        |                        |                                  |                                  |                                  |                              |                              |                              | 1月22日 ジョージアドーム | 1月22日 ジョージアドーム | 1月22日 ジョージアドーム |  |  |  |  |
|  | 2017年1月7日 センチュリーリンク・フィールド | 2017年1月7日 センチュリーリンク・フィールド | 2017年1月7日 センチュリーリンク・フィールド | 4                      | パッカーズ             | 21                               |                                  |                                  |                              |                              |                              |                          |                          |                          |  |  |  |  |
|  | 2017年1月7日 センチュリーリンク・フィールド | 2017年1月7日 センチュリーリンク・フィールド | 2017年1月7日 センチュリーリンク・フィールド | 4                      | パッカーズ             | 21                               | 1月14日 ジョージア・ドーム       |                                  |                              |                              |                              |                          |                          |                          |  |  |  |  |
|  | 2017年1月7日 センチュリーリンク・フィールド | 2017年1月7日 センチュリーリンク・フィールド | 2017年1月7日 センチュリーリンク・フィールド |                        | 2                      | ファルコンズ                     | 44                               |                                  |                              |                              |                              |                          |                          |                          |  |  |  |  |
|  | 2017年1月7日 センチュリーリンク・フィールド | 2017年1月7日 センチュリーリンク・フィールド | 2017年1月7日 センチュリーリンク・フィールド |                        | 2                      | ファルコンズ                     | 44                               |                                  |                              |                              |                              |                          |                          |                          |  |  |  |  |
|  | 6                                           | ライオンズ                                  | 6                                           | NFC チャンピオンシップ | NFC チャンピオンシップ | NFC チャンピオンシップ           |                                  |                                  |                              |                              |                              |                          |                          |                          |  |  |  |  |
|  | 6                                           | ライオンズ                                  | 6                                           | NFC チャンピオンシップ | NFC チャンピオンシップ | NFC チャンピオンシップ           | 3                                | シーホークス                     | 20                           |                              |                              |                          |                          |                          |  |  |  |  |
|  | 3                                           | シーホークス                                | 26                                          | NFC チャンピオンシップ | NFC チャンピオンシップ | NFC チャンピオンシップ           | 3                                | シーホークス                     | 20                           |                              |                              |                          |                          |                          |  |  |  |  |
|  | 3                                           | シーホークス                                | 26                                          | NFC チャンピオンシップ | NFC チャンピオンシップ | NFC チャンピオンシップ           | 2                                | ファルコンズ                     | 36                           |                              |                              |                          |                          |                          |  |  |  |  |
|  |                                             |                                             |                                             |                        |                        |                                  | 2                                | ファルコンズ                     | 36                           |                              |                              |                          |                          |                          |  |  |  |  |